# Großwerther

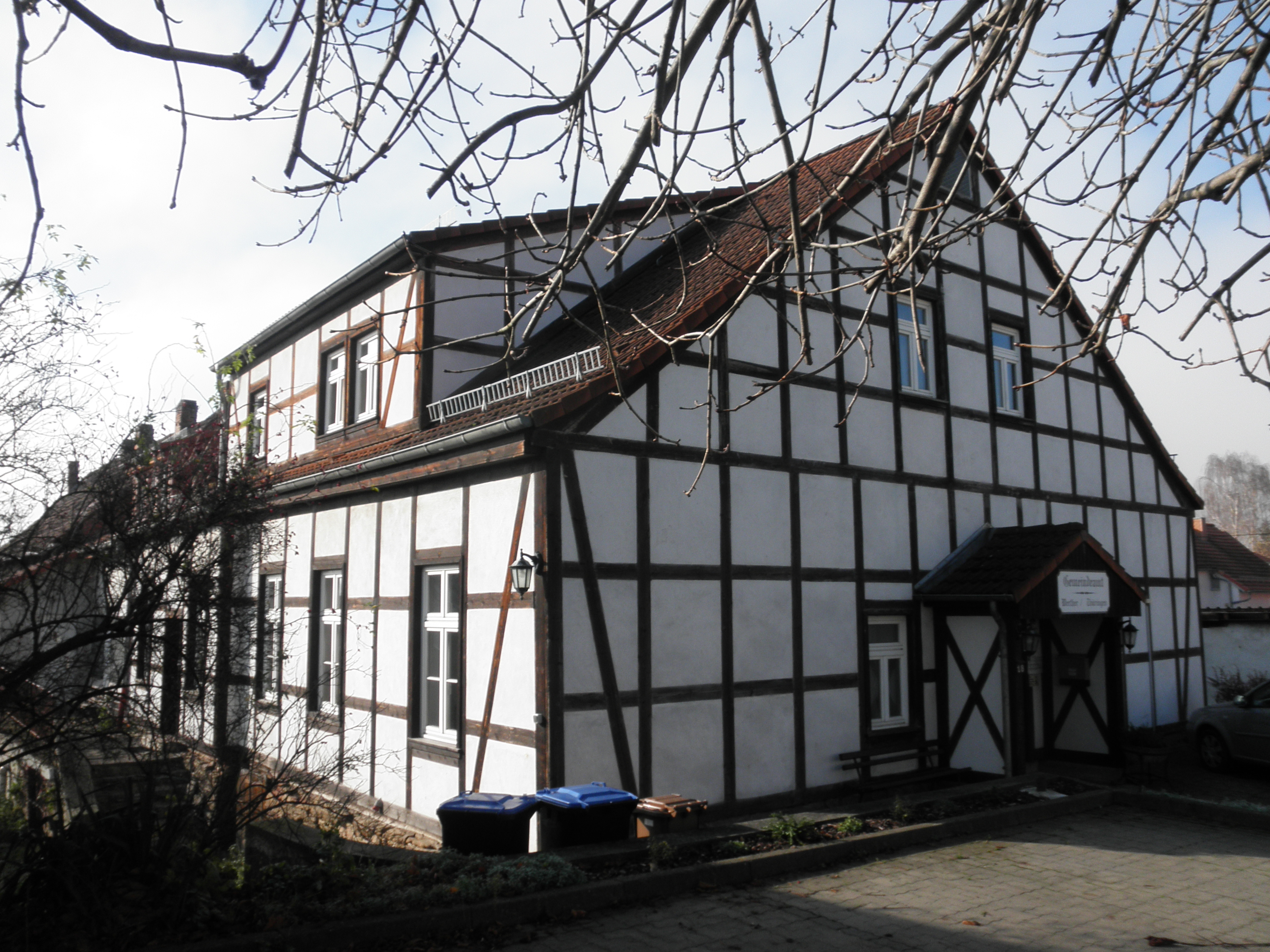
Gutshaus in Großwerther (jetzt Gemeindeverwaltung) (2013)

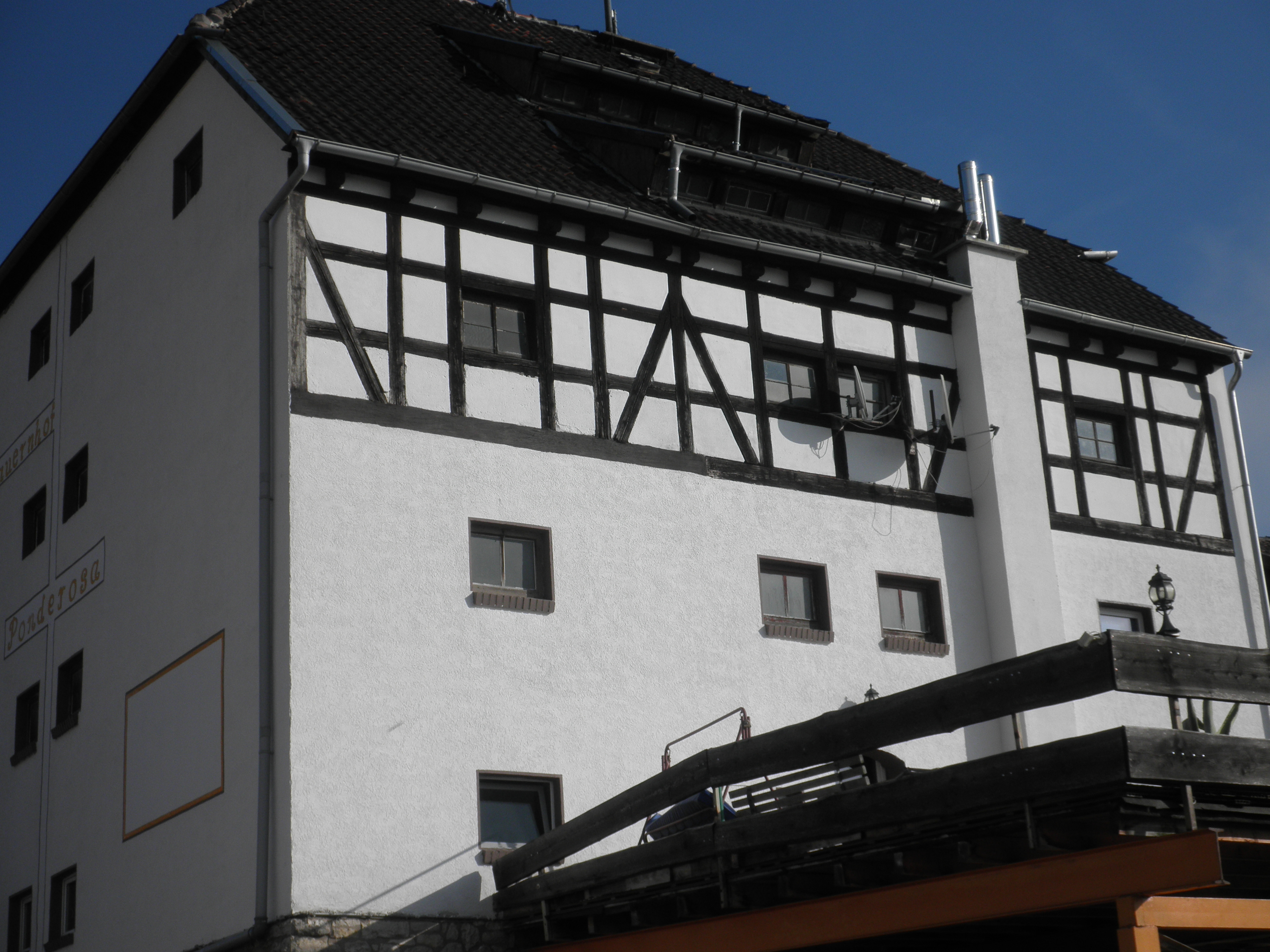
Früherer Gutsspeicher in Großwerther (2013)

Großwerther ist eine Ortslage innerhalb des Ortsteils Werther in der gleichnamigen Gemeinde im Landkreis Nordhausen in Thüringen. Zur Gemarkung gehört der unmittelbar südlich vorgelagerte Weiler Schate.

## Geografie
Großwerther liegt südlich der Helme und grenzt im Südosten auch an die Goldene Aue. Die Kreisstadt Nordhausen ist etwa 3 Kilometer nordöstlich entfernt. Die Landesstraße 3080 ist am Nordende der Ortslage Kleinwerther zu erreichen. Das Gleiche trifft für die Bundesautobahn 38 zu. Großwerther besitzt einen Haltepunkt an der Bahnstrecke Halle–Hann. Münden.

### Berge
Als höchste Erhebung gilt der Butterberg (298,8 m ü. NHN) im Südwesten der Gemarkung. Erwähnenswert sind ferner der Schernberg (291,7 m ü. NHN, unmittelbar westlich des Butterberges), der Siechenberg (267,5 m ü. NHN, südwestlich), der Schatberg (242 m ü. NHN, südlich), der Ritterberg (247,4 m ü. NHN, südöstlich), der Warteberg (240,7 m ü. NHN, östlich), der Kramberg (231,8 m ü. NHN, nordwestlich) und der Rangenberg (252,2 m ü. NHN, nordwestlich). In Klammern ist jeweils die Höhe und Lage der Erhebungen von Großwerther aus gesehen.

## Geschichte
Die urkundliche Ersterwähnung für Großwerther fand am 20. Mai 1246 statt. Der norddeutsche Name Werder/Werther heißt auf Hochdeutsch Insel. Die Melioration der feuchten Flächen wurde durch Mönche aus dem Kloster Walkenried im 12. Jahrhundert vorgenommen. Herren von Werthern wurden 1209 urkundlich erwähnt. Es hat sich bei ihrem Ursprungssitz aber eher um Kleinwerther gehandelt.
Von 1613 bis 1918 besaß die Familie von Arnstedt das große Rittergut im Ort. Sie bildete bald eine eigene Familienlinie Großwerther heraus und brachte Landräte für die Grafschaft Hohnstein hervor. Auch der Hofmarschall des preußischen Kronprinzen Friedrich Wilhelm, Christian Heinrich Wilhelm von Arnstedt, war Gutsherr auf Großwerther. Die Töchter aus der Familie heirateten preußische Offiziere. Der bekannteste Spross einer solchen Verbindung war der spätere Generalfeldmarschall Karl Eberhard Herwarth von Bittenfeld (1796–1884). Dessen Geburtszimmer wurde Besuchern stolz gezeigt und existierte bis zum Teilabriss des Herrenhauses 1947. Mitte des 19. Jahrhunderts waren die Herren von Arnstedt-Großwerther Mitglied der regionalen Ritterschaft und damit berechtigt zur Landratswahl. Letzte Vertreter derer von Arnstedt waren der Gerichtsrat Friedrich Adam von Arnstedt (1801–1872), liiert mit Sidonie von Arnstedt, dann deren Sohn der Oberleutnant Busso von Arnstedt (1849–1911), verheiratet mit Katharina von Loos, Tochter Editha, verehelichte Gräfin Rantzau. Mitinhaber war bis zuletzt Henning von Arnstedt (1854–1919), dessen Ehefrau Emma Bertram 1936 in Großwerther starb.
Das Rittergut wurde 1918 an die Familie Franck in Halle/Saale und Ludwigsburg (Kornfranck) verkauft. Den Speicher mit dem Wintersitz der Arnstedter (jetzt Dorfstraße 21) verkaufte man an die Gemeinde. Ein Gemeindehaus (jetzt Dorfstraße 23) wurde anstelle abgetragener Wirtschaftsgebäude gebaut. Den sehr reizvollen Gutspark hat man gerodet und an seiner Stelle eine Gärtnerei errichtet. 1923 hatte das Rittergut 394 ha und das Stiftsgut (Milde Stiftungen Nordhausen) 130 ha Nutzfläche.
Im April 1945 besetzten US-Truppen den Ort, abgelöst von Roter Armee im Juli des gleichen Jahres. Großwerther wurde damit Teil der SBZ und ab 1949 der DDR.
Großwerther und Kleinwerther wurden 1951 in die neu geschaffene Gemeinde Werther eingegliedert.
Das Rittergut wurde nach entschädigungsloser Enteignung Volkseigenes Gut mit einer Fläche von 89 ha. Die Bauern des Ortes mussten in den 1950er Jahren die Kollektivierung ihres Besitzes hinnehmen. Das Herrenhaus des ehemaligen Ritterguts wurde für die Gemeindeverwaltung in Anspruch genommen.
Nach der Wende 1990 orientierte sich die Landwirtschaft neu und hat die Eigentumsverhältnisse anders geordnet. Daneben sind schon seit längerer Zeit andere Erwerbsmöglichkeiten entstanden.
Kleinwerther, Großwerther und Schate bilden den Ortsteil Werther in der gleichnamigen Einheitsgemeinde. Der Name Großwerther ist im Ortsmund noch gebräuchlich, findet jedoch von offiziellen Stellen keine Verwendung mehr. Durch das Neubaugebiet Lehmkuhle bilden die beiden Ortschaften heute eine beinahe geschlossene Siedlungsstruktur.

## Sehenswürdigkeiten
- Kirche St. Nicolai: In der Kirche befindet sich eine metallene Ehrentafel für die zwei 1870 im Deutsch-Französischen Krieg gefallenen Männer aus Großwerther und eine große Gedächtnistafel mit den Namen der im Ersten Weltkrieg Gefallenen.

## Persönlichkeiten
- Johann Cyriacus Höfer (1605–1667), evangelischer Pfarrer und theologischer Schriftsteller
- Carl Adrian von Arnstedt (1716–1800), Gutsherr und Direktor der Direktor der Kammerdeputation in Ellrich
- Karl Eberhard Herwarth von Bittenfeld (1796–1884), preußischer Generalfeldmarschall
- Wilhelm Kerp (1866–1953), Chemiker und Hygieniker
- Eberhard Henne (1943–2025), Tierarzt, Naturschützer und Politiker (SPD)